# 光海軍工廠
光海軍工廠（ひかりかいぐんこうしょう）は、山口県光市にあった海軍工廠。砲熕、製鋼、水雷、造機、爆弾の各部があった。

## 沿革
- 1940年10月1日 - 開設。
- 1945年8月14日 - 空襲により壊滅。12時20分から1時間（米軍記録では12時17分～13時18分）にわたって米軍機（B-29爆撃機）5波、延べ167機によって空襲された。犠牲者は738人（軍人51人、軍属554人、動員学徒133人）。

## 工廠長
- 妹尾知之 少将：1940年10月1日 - 1943年10月1日（1943年5月1日：中将）[1]
- 田村英 少将：1943年10月1日 - 1945年11月1日（1944年5月1日：中将）[2]

## 跡地
現在は日本製鉄山口製鉄所光拠点、武田薬品工業光工場となっている。

## その他
- 光市の主要道路である国道188号は光海軍工廠の建設に伴う都市計画で建設されたものである。光井地区から室積地区にかけての約2kmの直線区間は非常用滑走路としての機能があった。
- 残った廃材の一部は広島県広島市の旧太田川に架かる本川橋、広島県安芸郡の瀬野川に架かる九十九橋の2つの鋼トラス橋の再建に利用された。
- 光海軍工廠への空襲を描いた作品として、いぬいとみこによる児童文学『光の消えた日』（1978年）がある[3]。